# Astrammina rara
Astrammina rara és un protozou bentònic foraminífer present en zones antàrtiques que utilitza una extensa xarxa de fins pseudopodis molt elàstics anomenats reticulopodis, que li permeten capturar i digerir metazous que es troben a 12mm d'ell.